# Duolingo
Duolingo, Inc. este o companie americană de tehnologie educațională care produce aplicații de învățare și oferă certificare lingvistică. Duolingo are cursuri de muzică, matematică și 43 de limbi care variază de la engleză, franceză și spaniolă până la limbi mai puțin studiate, cum ar fi galeza, irlandeză sau navajo. Metoda de învățare folosește gamificarea pentru a motiva utilizatorii cu puncte și recompense și lecții interactive cu repetare distanțată. Aplicația promovează lecții scurte, zilnice și este disponibilă pe platformele iOS, Android și Windows 8 și 10. Fluxul său timpuriu de venituri, un serviciu de traducere crowdsourcing, a fost înlocuit cu un program de certificare Test de engleză Duolingo, publicitate și abonament.
Cu peste 100 de milioane de utilizatori activi lunar, Duolingo este cea mai populară aplicație de învățare a limbilor străine. O recenzie sistematică a cercetărilor privind Duolingo din 2012 până în 2020 a găsit relativ puține studii privind eficiența platformei pentru învățarea limbilor străine, dar a identificat mai multe studii care au raportat o satisfacție relativ ridicată a utilizatorilor, plăcere și percepții pozitive asupra eficienței aplicației. Compania a fost, de asemenea, recunoscută pentru tacticile sale de marketing de succes și brand engagement⁠(d) adică formarea unui atașament emoțional sau rațional între consumator și marcă.

## Istoric
Proiectul a fost intemeiat de către profesorul Luis von Ahn⁠(d) la Universitate Carnegie Mellon din Pittsburgh și studentul lui absolvent Severin Hacker, apoi dezvoltat și cu Antonio Navas, Vicki Cheung, Marcel Uekemann, Brendan Meeder, Hector Villafuerte, și Jose Fuentes.
Inspirația pentru Duolingo provine din două locuri. Luis Von Ahn voia să creeze un program care împlinește două scopuri. Duolingo reușește să împlinească aceasta prin învățarea utilizatorilor o limbă străină in timp ce traduc fraze simple în documente.
Parmy Olson, un membru de personal Forbes, a dezvăluit un alt motiv pentru crearea Duolingo. Von Ahn, născut în Guatemala, și-a dat seamă cât de scump este pentru oamenii din comunitatea sa să învețe engleză. Severin Hacker, născut în Zug, Elveția și co-fondator Duolingo, și Von Ahn considera că „educația gratuită va schimba lumea cu adevărat” și vor să furnizeze o posibilitate pentru aceasta.
Proiectul era mai întâi sponsorizat de Congregația MachArthur a lui Luis von Ahn și printr-o donație de la Fundația Națională de Științe din Statele Unite. Fondurile în plus erau primite mai târziu în formă de investiții de la Union Square Ventures și firma A-Grade Investments a actorului Ashton Kutcher.

## Cursuri
Duolingo oferă lecții ample scrise și dictare, cu practica vorbirii pentru mai mulți utilizatori avansați. Ea are un arbore pe care utilizatorii pot progresa printr-un vocabular, unde cuvintele învățate pot fi verificate. Utilizatorii câștigă „puncte de experiență” (XP) pe măsură ce învață o limbă, cum ar fi atunci când realizează o lecție. 
Abilitățile sunt considerate „învățate” atunci când utilizatorii completează toate lecțiile asociate cu abilitatea respectivă. Utilizatorul câștigă un punct pentru fiecare răspuns corect, și pierde unul pentru fiecare eroare, iar lecția se validează atunci când se ajunge la 10 puncte.
Duolingo include, de asemenea, o caracteristică practică cronometrată, în cazul în care utilizatorii primesc 30 de secunde și 20 de întrebări și se acordă un punct de îndemânare și 7 sau 10 secunde suplimentare (timpul depinde de lungimea întrebării) pentru fiecare răspuns corect. Această caracteristică practică cronometrată, este disponibilă numai după cumpărarea din magazin a lingourilor.

## Motivație și lucru
Duolingo recunoaște că in momentul in care învățați o limbă străină trebuie să existe motivație pentru a asigura revenirea la aplicație și angajarea cât mai mult in limbaj distractiv. Duolingo utilizează metode diferite pentru menținerea motivației.
Prima metoda este instrumentul său de stabilire a obiectivelor. Obiectivele pe care le puteți alege variaza la „ocazional” la „nebunesc”, în funcție de cât doriți să învățați și cât de repede doriți să progresați. Un antrenor virtual (numit „Duo”) vă va aduce aminte în fiecare zi, indiferent dacă sunteți sau nu sunteți pe drumul cel bun pentru a va atinge scopul. Acest lucru funcționează bine pentru acei elevi care sunt motivați de ideea de a face un „aranjament formal” cu aplicația.
Cea de a doua metodă, pe care Duolingo o folosește pentru a-i motiva pe elevii săi, sunt abilități bonus și capacitatea de a câștiga „lingouri”.

## Învățare
Cea mai mare parte din invatare, în Duolingo, este vizuala. Sunt imagini pentru învățarea vocabularului, culori care indică dacă aveti dreptate sau daca ati greșit, și de a sublinia textul pentru noi cuvinte sau puncte gramaticale. Este indicat pentru utilizatorii vizuali.

## Duolingo Test Center
Duolingo a lansat Duolingo Test Center la 22 iulie 2014. Este o platformă on-line de certificare a limbii care poate fi luată pe Web, iOS sau Android, unde testele sunt supravegheate prin microfon și camera. Există două tipuri de teste. Ele sunt Test Rapid și Certificatul Duolingo. Testul Rapid se permite să încerce unele întrebări din Certificatul Duolingo. Certificatul Duolingo necesită 20 de minute pentru a termina, costă 49 $ SUA, și nota se finalizează în termen de 48 de ore pe o scară cuprinsă între 0 și 10. Duolingo Certificat permite doar browser-ului Google Chrome. Conform unui alt studiu realizat de Universitatea din Pittsburgh, există o corelație semnificativă între scorurile de la Duolingo Test Center si TOEFL iBT. Upwork a adaptat scorul Test Center ca unul dintre calificările lor oficiale cu care lucrătorii independenți pot dovedi fluența lor în limba engleză. Duolingo colaboreaza, de asemenea, cu LinkedIn pentru a permite scorul să fie ușor încorporat în pagina de rezumat al unui utilizator. Duolingo lucrează cu douăsprezece universități din SUA, inclusiv Carnegie Mellon University, pentru a studia în cazul în care scorul poate fi utilizat în mod fiabil ca unul dintre calificările lor de admitere.